# Numeració índia
La numeració índia és un sistema de numeració utilitzat actualment al subcontinent indi (que comprèn l'Índia, Pakistan, Bangladesh, Nepal i Myanmar); està basat en l'agrupació de dos decimals, en lloc dels tres decimals que s'utilitzen a la majoria de parts del món. Aquest sistema de mesura introdueix separadors entre el dígits dels nombres en els llocs adequats per agrupar en dos dígits. Per exemple, 30 milions (3 crore) de rúpies s'escriurien com Rs. 3,00,00,000, en lloc de Rs. 30,000,000.
Els termes crore i lakh són actualment d'ús generalitzat en l'anglès Indi.
La taula de sota fa servir l'escala llarga, i un bilió és equivalent a un milió de milions. A l'Índia, seguint l'antic ús britànic, es va utilitzar l'escala llarga. En l'escala curta, un bilió és equivalent a mil milions.
| Hindi (transliteració)            | Representació                                               | Potència | Escala llarga                                                         |
| --------------------------------- | ----------------------------------------------------------- | -------- | --------------------------------------------------------------------- |
| एक (Ek)                           | 1                                                           | 100      | 1 (U)                                                                 |
| दस (Dus)                          | 10                                                          | 10¹      | 10 (Deu)                                                              |
| सौ (Sau)                           | 100                                                         | 10²      | 100 (Cent)                                                            |
| सहस्र (Sahasra) / हजार (Hazaar)     | 1,000                                                       | 103      | 1.000 (Mil)                                                           |
| लाख (Lakh/Lac)                     | 1,00,000                                                    | 10⁵      | 100.000 (Cent mil)                                                    |
| करोड़ (Crore)                       | 1,00,00,000                                                 | 107      | 10.000.000 (Deu milions)                                              |
| अरब (Arab)                        | 1,00,00,00,000                                              | 10⁹      | 1.000.000.000 (Un miliard)                                            |
| खरब (Kharab)                      | 1,00,00,00,00,000                                           | 1011     | 100.000.000.000 (Cent miliards)                                       |
| नील (Neel)                         | 1,00,00,00,00,00,000                                        | 1013     | 10.000.000.000.000 (Deu bilions)                                      |
| पद्म (Padma)                       | 1,00,00,00,00,00,00,000                                     | 1015     | 1.000.000.000.000.000 (Un biliard)                                    |
| शंख (Shankh)                       | 1,00,00,00,00,00,00,00,000                                  | 1017     | 100.000.000.000.000.000 (Cent biliards)                               |
| महाशंख (Mahashankh / Ald / Udpadha) | 1,00,00,00,00,00,00,00,00,000                               | 1019     | 10.000.000.000.000.000.000 (Deu trilions)                             |
| (Ank / Maha Udpadha)              | 1,00,00,00,00,00,00,00,00,00,000                            | 1021     | 1.000.000.000.000.000.000.000 (Un triliard)                           |
| (Jald / Padha)                    | 1,00,00,00,00,00,00,00,00,00,00,000                         | 1023     | 100.000.000.000.000.000.000.000 (Cent triliards)                      |
| (Madh)                            | 1,00,00,00,00,00,00,00,00,00,00,00,000                      | 1025     | 10.000.000.000.000.000.000.000.000 (Deu quadrilions)                  |
| (Paraardha)                       | 1,00,00,00,00,00,00,00,00,00,00,00,00,000                   | 1027     | 1.000.000.000.000.000.000.000.000.000 (Un quadriliard)                |
| (Ant)                             | 1,00,00,00,00,00,00,00,00,00,00,00,00,00,000                | 1029     | 100.000.000.000.000.000.000.000.000.000 (Cent quadriliards)           |
| (Maha Ant)                        | 1,00,00,00,00,00,00,00,00,00,00,00,00,00,00,000             | 1031     | 10.000.000.000.000.000.000.000.000.000.000 (Deu quintilions)          |
| (Shisht)                          | 1,00,00,00,00,00,00,00,00,00,00,00,00,00,00,00,000          | 1033     | 1.000.000.000.000.000.000.000.000.000.000.000 (Un quintiliard)        |
| (Singhar)                         | 1,00,00,00,00,00,00,00,00,00,00,00,00,00,00,00,00,000       | 1035     | 100.000.000.000.000.000.000.000.000.000.000.000 (Cent quintiliards)   |
| (Maha Singhar)                    | 1,00,00,00,00,00,00,00,00,00,00,00,00,00,00,00,00,00,000    | 1037     | 10.000.000.000.000.000.000.000.000.000.000.000.000 (Deu sextilions)   |
| (Adant Singhar)                   | 1,00,00,00,00,00,00,00,00,00,00,00,00,00,00,00,00,00,00,000 | 1039     | 1.000.000.000.000.000.000.000.000.000.000.000.000.000 (Un sextiliard) |

Els nombres llistats per sobre del miliard (arab) no es fan servir habitualment, encara que padma i kharawb es fan servir de vegades en hindi.
Neel, padma i shankh es troben sovint en antigues seccions de la matemàtica a l'Índia.
En lloc de dir-se els nombres més alts, és més comú fer servir lakh i crore repetidament o en combinació, dient 1 lakh crore per 1012 o un trilió.
La paraula crore (کرور [Korur] en persa) va ser utilitzada a l'Iran fins a les últimes dècades, però amb el significat de 500.000.
En singalès, un crore és anomenat kōţiya (sànscrit: कोटि / koti), i un lakh és anomenat lakshaya (sànscrit: लक्ष / laksha). En telugu, un crore és anomenat koti o కోటి i un lakh anomenat laksha లక్ష, i en tàmil un crore és anomenat kodi o கோடி i un lakh és anomenat laksham லக்ஷம். En canarès, un lakh és anomenat laksah o ಲಕ್ಷ i un crore és anomenat koti o ಕೊಟಿ.
En mandarí, es van servir lakh (洛叉; luòchā) i crore (倶胝; jùzhī).
Lakh s'ha introduït en el suahili com a "laki" i és d'ús freqüent.